# Daniel Buren

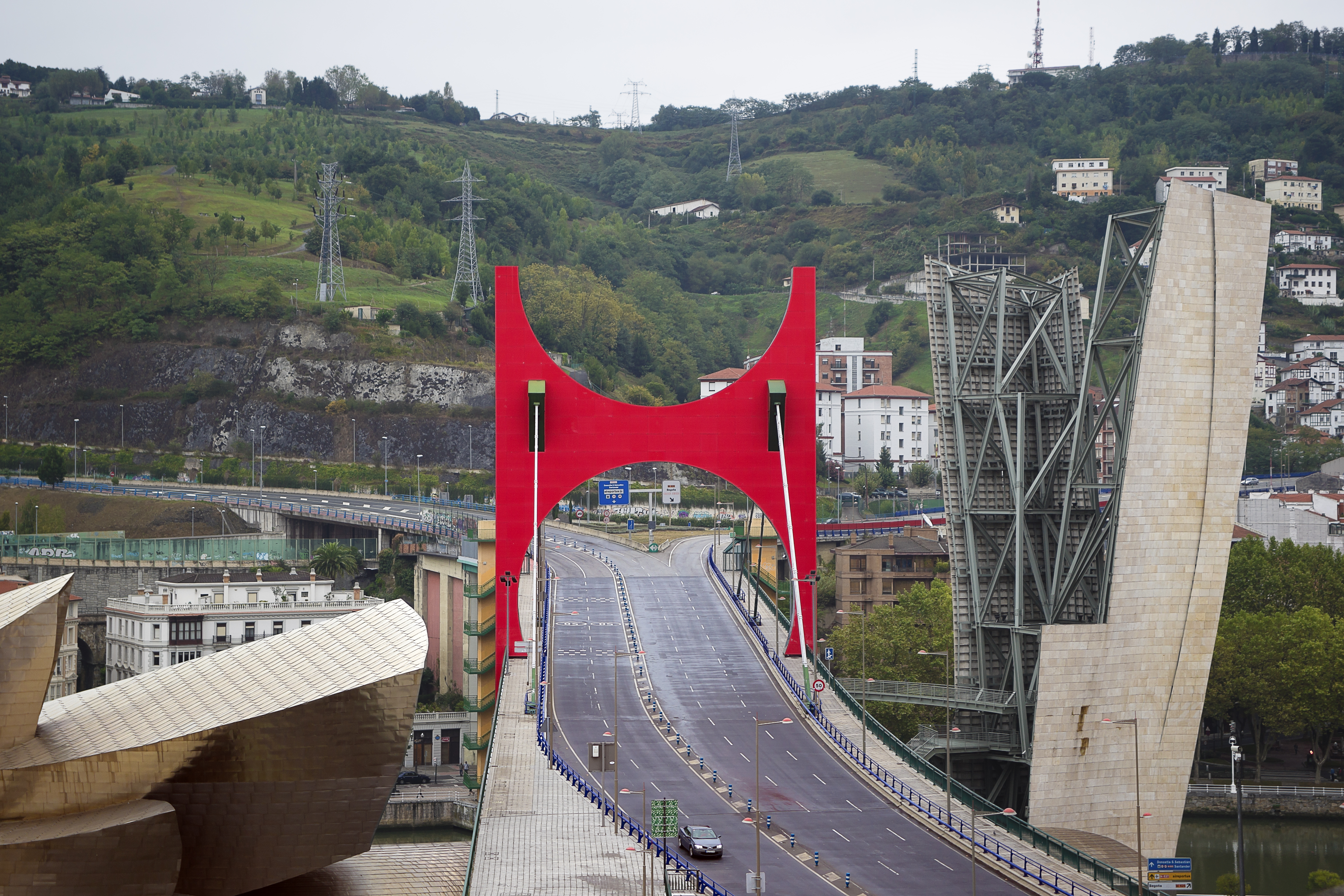
"L'arc rouge", che sostiene il ponte "Puente Principi España". Guggenheim Museum (Bilbao) Spagna

Daniel Buren (Boulogne-Billancourt, 25 marzo 1938) è un pittore e scultore francese.

## Biografia
Durante e dopo la guerra si è formato all'École des Métiers d'Art ha basato tutta la sua produzione giovanile su una stoffa da tende a righe di 8,7 cm alternativamente bianche e colorate.
Negli anni '80 ha abbandonato la pittura in favore delle installazioni architettoniche permanenti su spazi pubblici, tra cui Les Deux Plateaux al Palais-Royal di Parigi.

Quasi tutte le sue opere non esistono fuori dal tempo e dallo spazio per i quali sono state concepite: la maggior parte di esse sono dunque state distrutte dopo la loro presentazione.
Nel 1986 ha partecipato alla Biennale di Venezia aggiudicandosi il Leone d'Oro per il miglior padiglione.
In Italia, a Colle di Val d'Elsa, nell'ambito della riqualificazione del centro della città bassa (progetto coordinato dall'Atelier di Jean Nouvel), si è occupato della ripavimentazione della centrale Piazza Arnolfo di Cambio.
Nel 2004 crea la decorazione a mosaico del soffitto della grande hall d'ingresso del Museo Fabre di Montpellier.
Nel 2005 realizza Partitions colorées nel Nuovo Padiglione di Emodialisi di Pistoia, su invito di Giuliano Gori.
Nel 1999 ha partecipato al progetto Luci d'artista a Torino con l'installazione Tappeto Volante in Piazza Palazzo di Città.
Nel 2005 ha realizzato La cabane eclatèe aux 4 salles presso la Collezione Gori di Santomato a Pistoia
Il 4 febbraio 2010 la Commissione del Bando di Concorso per la riqualificazione architettonica e artistica di Piazza Verdi a La Spezia ha aggiudicato a Buren la riqualificazione della piazza. La piazza è stata inaugurata il 30 dicembre 2016.
Nel 2011 ha realizzato nel parco di Villa la Magia, a Quarrata, "Muri fontane a tre colori per un esagono".
Nel 2016 ha realizzato "La scacchiera arcobaleno ondeggiante", installata sul Palatino in occasione di Par tibi, Roma, nihil.

## Daniel Buren nei musei italiani
- Museo Nazionale di Capodimonte di Napoli
- Galleria Nazionale d'Arte Moderna e Contemporanea di Roma
- Macro di Roma